# Walter Thompson
Walter Thompson (nascut el 31 de maig de 1952 a West Palm Beach, Florida) és un compositor, pianista, saxofonista, percussionista i educador estatunidenc. És el creador del llenguatge de signes multidisciplinari per a composició en temps real anomenat Soundpainting.